# Koch-Rajbongsi
Los Koch-Rajbongsi son un pueblo tribal que vive en los distritos de South Dinajpur, North Dinajpur, Coochbehar, Jalpaiguri, Maldà y Darjeeling, en Bengala, en los de Kokrajhar, Bongaigaon, Dhubri y Goalpara en Assam, y en los West Garo Hills de Meghalaya.
Desde mediados de los años noventa, y bajo el impulso del Frente Unido de Liberación de Assam, se creó la organización Kamatapur Liberation Organisation (KLO) que proyecta un estado separado para los Koch-Rajbongsi llamado Kamatapur.
- Datos: Q5960289